# Árabe hassani
O árabe hassani (em árabe: حسانية Ḥassānīya; também conhecido como árabe hasanya, árabe hassaniyya, árabe hassaniya ou klem el bithan) é uma variante dialetal do árabe magrebino falada por berberes árabes mauritanos e por saharauis. Foi falado pelas tribos Beni Haçane beduínas que estenderam sua autoridade sobre a maior parte do Saara Ocidental, da Mauritânia e do sudeste de Marrocos entre os séculos XV e XVII. Era a língua falada na região pré-moderna em torno de Chingueti.
O idioma agora substituiu quase completamente as línguas berberes originalmente falados nessa região. Embora seja claramente uma variante ocidental, o hassani está relativamente distante de outras variantes do árabe magrebino. Sua localização geográfica o expôs à influência da língua zenaga e da língua uolofe.
Atualmente existem vários dialetos hassani que diferem entre si principalmente foneticamente.
A língua agora substituiu quase completamente as línguas berberes que eram originalmente faladas nessa região do noroeste da África. Embora seja claramente um dialeto ocidental, o Hassānīya é relativamente distante de outras variantes do árabe do Magrebe. Sua localização geográfica o expôs à influência da  Zenaga-Berber e do uolofe. Existem vários dialetos de Hassānīya que diferem principalmente foneticamente. Hoje, o Hassānīya é falado na Argélia, Líbia, Marrocos, Mauritânia, Mali, Níger, Senegal e Saara Ocidental.

## Fonologia
O sistema fonológico de Hassānīya é muito inovador e também muito conservador. Todos os fonemas do árabe clássico são representados no dialeto, mas também existem muitos novos fonemas. Como em outros dialetos beduínos, O / q / clássico corresponde principalmente aos dialetais  / ɡ /,  / dˤ / e  / ðˤ / que foram mesclados em  / ðˤ / e os interdentais  / θ / e  / ð / foram preservados. Em comum com a maioria das variedades árabes magrebinas, a letra ج  / d͡ʒ / é percebida como  / ʒ /.
No entanto, às vezes há uma correspondência dupla de um som clássico e sua contraparte dialetal. Assim, o  / q / clássico é representado por  / ɡ / em  / ɡbaðˤ / 'tomar', mas por  / q / em  / mqass / 'tesoura'. Da mesma forma,  / dˤ / se torna  / ðˤ / em  / ðˤəħk / 'rir (substantivo)', mas  / dˤ / em  / mrˤədˤ / 'estar doente'. Algumas raízes consonantais até têm uma aparência dupla:  / θaqiːl / 'pesado (mentalmente)' vs.  / θɡiːl / 'pesado (materialmente)'. Algumas das formas de "classicização" são facilmente explicadas como empréstimos recentes da linguagem literária (como  /qaː.nuːn/ 'lei') ou de dialetos sedentários no caso de conceitos pertencentes ao modo de vida sedentário (como  / mqass / 'tesoura' acima). Para outros, não há uma explicação óbvia (como  / mrˤədˤ / 'estar doente'). Etimológico  / ðˤ / aparece constantemente como  / ðˤ /, nunca como  / dˤ /.
No entanto, o status fonêmico de  / q / e  / dˤ /, bem como de  / ɡ / e  / ðˤ / parece muito estável, ao contrário de muitas outras variedades árabes. De forma semelhante, o  / ʔ / clássico desapareceu na maioria dos contextos ou se transformou em  / w / ou  / j / ( / ahl / 'família' em vez de  / ʔahl /,  /wak.kad/ 'insistir' em vez de  /ʔak.kad/ e  / jaː. məs / 'ontem' em vez de  / ʔams /). Em alguns termos literários, no entanto, ele está claramente preservado:  /mət.ʔal.lam/ 'sofrimento (particípio)' (clássico  /mu.ta.ʔal.lim/).
Hassānīya inovou muitas consoantes ao espalhar a distinção  enfático / não enfático . Além do mencionado acima,  / rˤ / e  / lˤ / têm um status fonêmico claro e  / bˤ fˤ ɡˤ mˤ nˤ / mais marginalmente. Um fonema enfático adicional  / zˤ / é adquirido do idioma Zenaga berbere junto com uma série palatal inteira  / c ɟ ɲ / das Línguas do sul do Congo. Pelo menos alguns falantes fazem a distinção / p / - / b / por meio de empréstimos do  francês (e  espanhol no Saara Ocidental). Ao todo, o número de fonemas consonantais em Hassānīya é 33, ou 39 contando os casos marginais.
No nível fonético, as consoantes clássicas  / f / e  / θ / são geralmente percebidas como sonoras  [v] (doravante marcadas como  / v /) e  [θ̬]. O último ainda é, no entanto, pronunciado de forma diferente de  / ð /, a distinção provavelmente estando na quantidade de ar soprado (Cohen 1963: 13-14). Nas posições geminadas e finais de palavra, ambos os fonemas não têm voz, para alguns falantes / θ / aparentemente em todas as posições. A fricativa uvular  / ʁ / também é percebida surda numa posição geminada, embora não seja fricativa, mas plosiva:  [qː]. Em outras posições, etimológico  / ʁ / parece estar em variação livre com  / q / (etimológico  / q /, entretanto varia apenas com  / ɡ /).
Os fonemas vocálicos vêm em duas séries: longas e curtas. As vogais longas são as mesmas que em Árabe clássico  / aː iː uː /, e as curtas aumentam em um:  / a i u ə /. Os ditongos clássicos  / aj / e  / aw / podem ser percebidos de muitas maneiras diferentes, sendo as variantes mais usuais  [eːʲ] e  [ oːʷ], respectivamente. Ainda assim, percepções como  [aj] e  [aw], bem como  [eː] e  [oː] são possíveis, embora menos comum.
Como na maioria dos dialetos árabes magrebinos, as vogais curtas etimológicas são geralmente omitidas quando em sílabas abertas (exceto para a terminação de substantivo feminino  / -a /):  * / tak .tu.biː />  /tə.ktbi/ 'você (f. sg.) escreve',  * / ka.ta.ba />  * /ka.tab/>  / ktəb / 'ele escreveu'. Nas sílabas fechadas restantes, o dialetal / a / geralmente corresponde ao  / a / clássico, enquanto o  / i / clássico e o  / u / se fundiram em  / ə /. Notavelmente, no entanto,  / j / morfológico é representado por  [i] e  / w / por  [u] em uma palavra- posição pré-consonantal inicial:  /u.ɡəft/ 'Eu me levantei' (root  wg-f ; cf.  / ktəbt / 'Eu escrevi', root ' 'kt-b' '),  /i.naɡ.ɡaz/' ele desce '(prefixo do sujeito' 'i-' '; cf.  /jə.ktəb/' ele escreve ', prefixo do assunto' 'jə-' '). Em alguns contextos, essa vogal inicial chega a ser alongada, o que demonstra claramente seu status fonológico de uma vogal:  /uːɡ.vu/ 'they stand up'. Além disso, as vogais curtas  / ai / em sílabas abertas são encontradas em empréstimos berberes, como  /a.raː.ɡaːʒ/ 'man',  /i.vuː .kaːn / 'bezerros de 1 a 2 anos de idade', e  / u / em formação passiva:  /u.ɡaː.bəl/ 'ele foi encontrado' (cf .  /ɡaː.bəl/ 'ele conheceu').

## Alternância de códigos linguísticos
Muitos falantes de Hassaniya com formação escolar também praticam alternância de código linguístico. No Saara Ocidental, é comum que a troca de código ocorra entre o árabe hassaniya, árabe padrão moderno e espanhol, já que a Espanha havia controlado essa região; no resto das terras de língua hassaniya, o francês é a língua adicional falada

## Escrita
O árabe hassaniya é normalmente escrito com uma escrita árabe. No entanto, no Senegal é escrito com o alfabeto latino, conforme estabelecido pelo Decreto 2005-980, de 21 de outubro de 2005.
| Escrita no Senergal | Escrita no Senergal | Escrita no Senergal | Escrita no Senergal | Escrita no Senergal | Escrita no Senergal | Escrita no Senergal | Escrita no Senergal | Escrita no Senergal | Escrita no Senergal | Escrita no Senergal | Escrita no Senergal | Escrita no Senergal | Escrita no Senergal | Escrita no Senergal | Escrita no Senergal | Escrita no Senergal | Escrita no Senergal | Escrita no Senergal | Escrita no Senergal | Escrita no Senergal | Escrita no Senergal | Escrita no Senergal | Escrita no Senergal | Escrita no Senergal | Escrita no Senergal | Escrita no Senergal | Escrita no Senergal | Escrita no Senergal | Escrita no Senergal | Escrita no Senergal | Escrita no Senergal | Escrita no Senergal | Escrita no Senergal | Escrita no Senergal | Escrita no Senergal |
| ------------------- | ------------------- | ------------------- | ------------------- | ------------------- | ------------------- | ------------------- | ------------------- | ------------------- | ------------------- | ------------------- | ------------------- | ------------------- | ------------------- | ------------------- | ------------------- | ------------------- | ------------------- | ------------------- | ------------------- | ------------------- | ------------------- | ------------------- | ------------------- | ------------------- | ------------------- | ------------------- | ------------------- | ------------------- | ------------------- | ------------------- | ------------------- | ------------------- | ------------------- | ------------------- | ------------------- |
| A                   | B                   | C                   | D                   | Ḍ                   | E                   | Ë                   | F                   | G                   | H                   | Ḥ                   | J                   | K                   | L                   | M                   | N                   | Ñ                   | O                   | Q                   | R                   | S                   | Ṣ                   | Ŝ                   | T                   | Ṭ                   | Ŧ                   | U                   | V                   | W                   | XX                  | Ẋ                   | Y                   | Z                   | Ż                   | Ẓ                   | ʔ                   |
| a                   | b                   | c                   | d                   | ḍ                   | e                   | ë                   | f                   | g                   | h                   | ḥ                   | j                   | k                   | l                   | m                   | n                   | ñ                   | o                   | q                   | r                   | s                   | ṣ                   | ŝ                   | t                   | ṭ                   | ŧ                   | u                   | v                   | w                   | x                   | ẋ                   | y                   | z                   | ż                   | ẓ                   | ʼ                   |

## Falantes
Conforme Ethnologue, existem aproximadamente três milhões de falantes hassaniya, distribuídos da seguinte forma:
- Mauritania: 2.770 mil (2006)
- Marrocos: 200 mil + Inclui falantes no Saara Ocidental (1995)
- Mali: 176 –210 mil (2000)
- Senegal: 162 mil (2015)
- Argélia: 150 mil (1985)
- Líbia: 40 mil (1985)
- Níger: 10 mil (1998)

## Amostra de texto
Escrita Árabe
سعادت - اﻭﻝ من سعادت لنساﻥ: قرايت. ﻭة ﻝ قرة يحرار ﻭة ينحل عينه. ﻭة يشڤ طريق تضمنل اﻝ حيات ﻭة تعرڤ بل ڤايت ﻭﻝ مستقبل. ﻭﻝ ﻝ بين اﻝ قار ﻭﻝ ماﻩ ﻕار ﻩﻭة ﻝ بين، اعمة ﻭة اشايڤ. ﻩية خيار ﻝ يصبح شﻭر هة ﻭلادم .ﻭلة يسد بة، هية اﻝ ﻕرايت. نوص راس كم عليهة ﻭة ندﻩ عليهة تركت كم ﻭة مش نتمة ﻕدان هم
Escrita latina
Ëwwël mën saʼaadët linsaan: graaytu. Wë li gra yëḥraar wë yënḥallu ʼayniih. Wë yëŝuuv ṭriig tëḍmënlu ël ḥayaat wë tëʼarvu bil vaayit wël mustaqbël. Wël li bëyn ël gaari wël maahu gaari huwwë li bëyn, ëʼmë wë ëŝŝaayiv. Hiyyë xiyaar li yëṣbaḥ ŝoor hë wullaadëm walla yëssed bë, hiyyë ël graayat. Nwaṣṣi raasi kum ʼiliihë wë ndihu ʼiliihë tërkët kum wë mŝu ntuumë gëddaan hum.
Português
Felicidade - A primeira felicidade do homem é aprender. Quem aprende desperta e abre os olhos. E ele vê o caminho que a vida traça para ele. Ele sabe o que é aparente e o que está oculto. A diferença entre os instruídos e os não instruídos é a diferença entre os cegos e o vidente. A melhor coisa que um homem deve procurar é aprender. Nós os incentivamos a aprender por si mesmos e a inspirar seus filhos a aprender, servindo como modelos para eles.